# Dona Ana
Dona Ana ist ein census-designated place im Südwesten des US-Bundesstaates New Mexico im Doña Ana County mit 1379 Einwohnern und einer Fläche von 1,9 km².
Dona Ana liegt am Rio Grande und grenzt an den County-Seat Las Cruces, zu dessen Metropolregion er gehört. Die meisten Einwohner sind Lateinamerikaner was durch die Nähe zu Mexiko bedingt ist.

## Infrastruktur
Dona Ana hat Anschluss auf die Interstate 25 und die Staatsstraße NM 185. Die NM 320 in Dona Ana verbindet die beiden Straßen.